# مانوئل بنتی
مانوئل بنتی (انگلیسی: Manuel Benetti؛ زادهٔ ۲۷ ژانویهٔ ۱۹۸۱) بازیکن فوتبال اهل ایتالیا است.
از باشگاه‌هایی که در آن بازی کرده‌است می‌توان به باشگاه فوتبال مونتسا، باشگاه فوتبال ویچنزا، و باشگاه فوتبال ساسولو اشاره کرد.